# نقطة عمياء
نقطة عمياء (بالإنجليزية: Blindspot)‏ هو مسلسل تلفزيوني أمريكي من نوع الجريمة، تدور أحداث المسلسل حول العثور على حقيبة في (ميدان تايمز) بمدينة نيويورك، ودارت الشكوك ان بداخلها قنبلة، وعندما قامت الشرطة بالاقتراب منها خرجت فتاة مرسوم على جسمها أوشام تدل على إنها ضابط في مكتب التحقيقات الفدرالي، ولكنها فاقدة الذاكرة، فتدور الأحداث في إطار من التشويق والإثارة. ويبث هذا المسلسل على قناة إن بي سي منذ 21 سبتمبر 2015.

## روابط خارجية
- نقطة عمياء على موقع IMDb (الإنجليزية)
- نقطة عمياء على موقع ميتاكريتيك (الإنجليزية)
- نقطة عمياء على موقع روتن توميتوز (الإنجليزية)
- نقطة عمياء على موقع فيلمافينيتي (الإسبانية)
- نقطة عمياء على موقع كينوبويسك (الروسية)
- نقطة عمياء على موقع ألو سيني (الفرنسية)
- نقطة عمياء على موقع قاعدة بيانات الفيلم (الإنجليزية)